# Bob Dylan

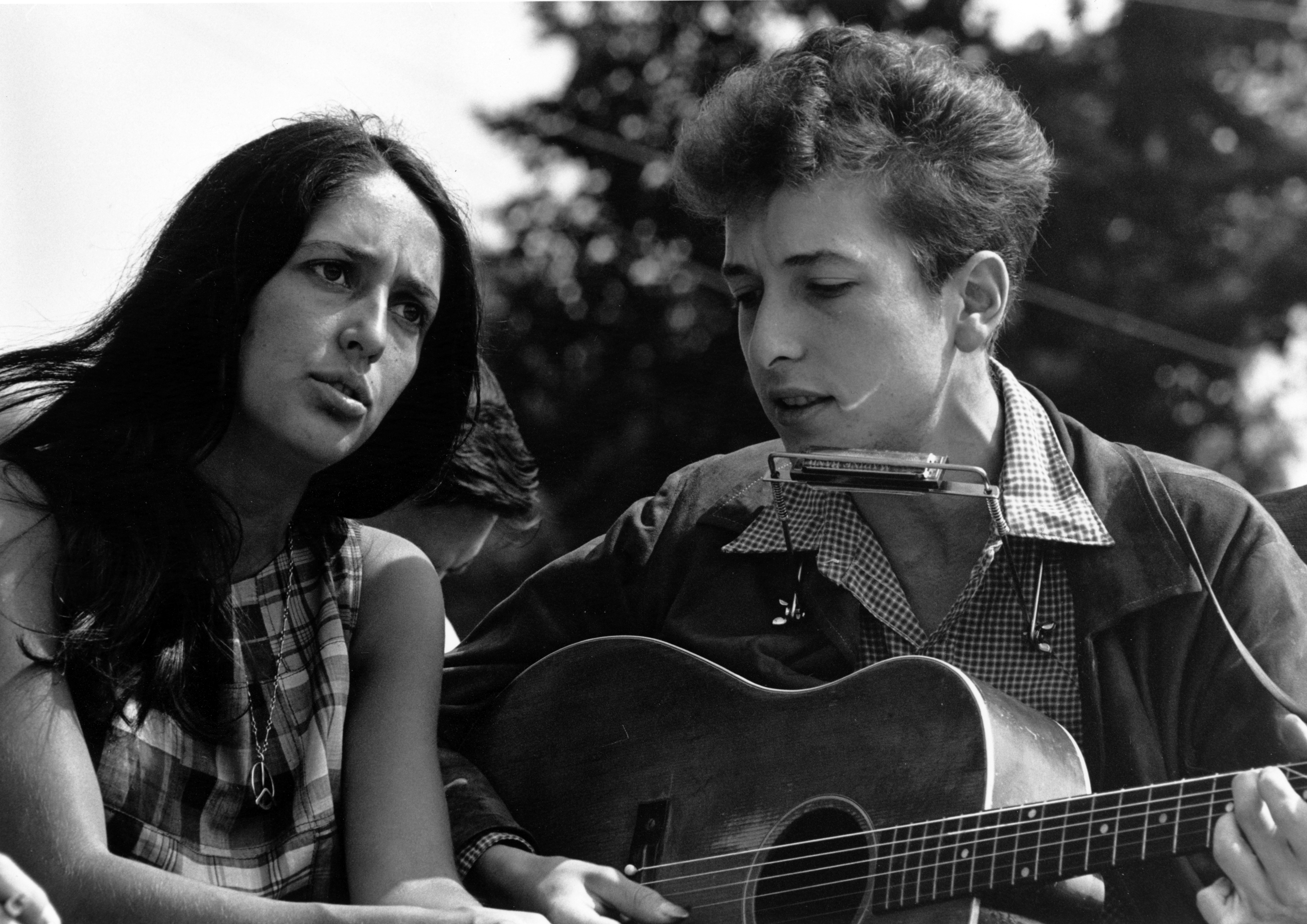
Joan Baez i Bob Dylan podczas Marszu na Waszyngton w 1963

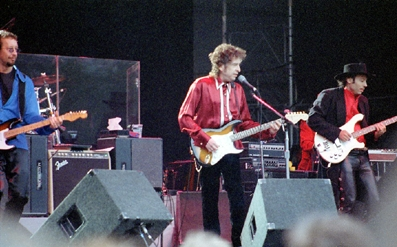
Bob Dylan, 1996

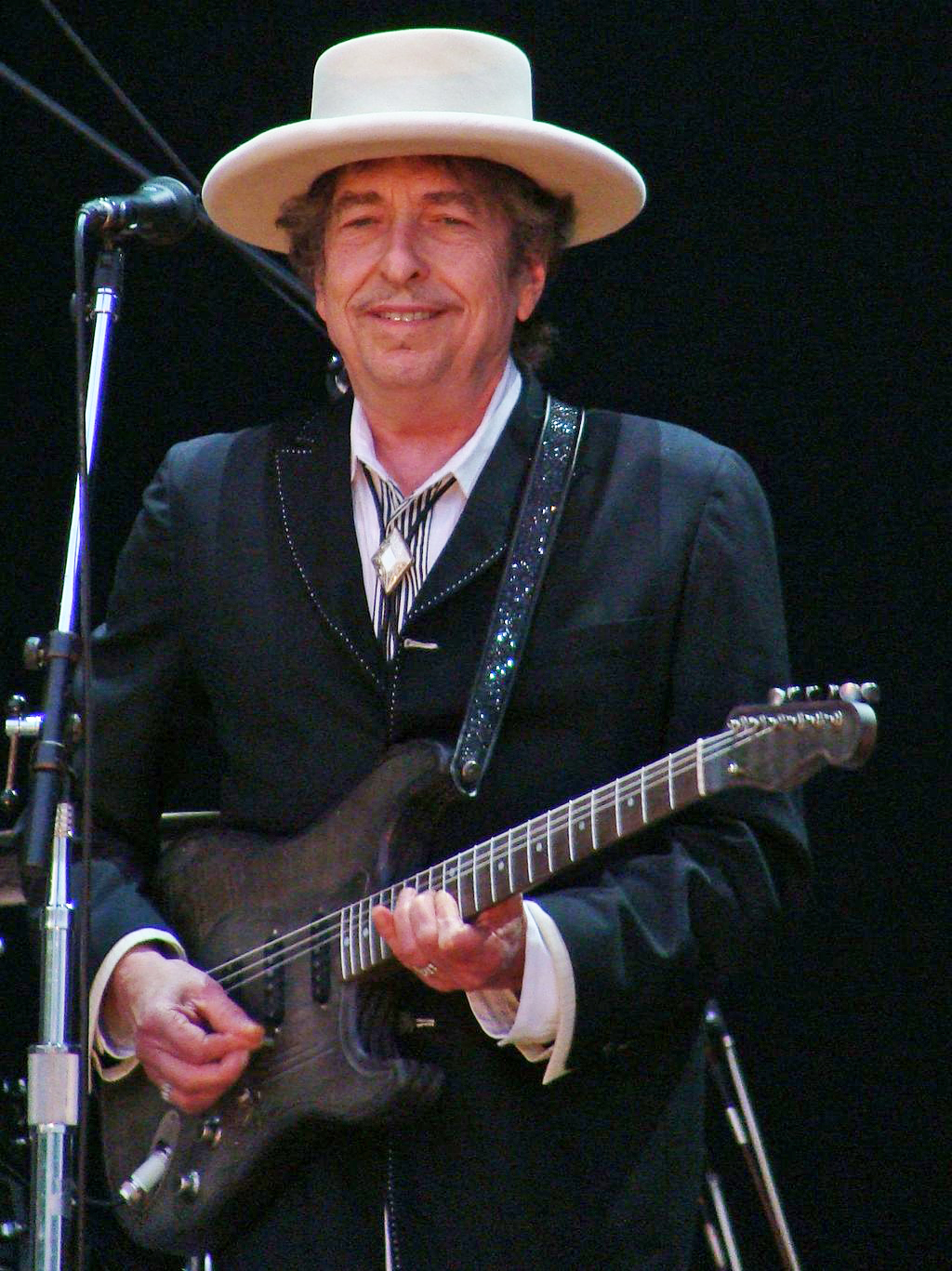
Bob Dylan (2010)

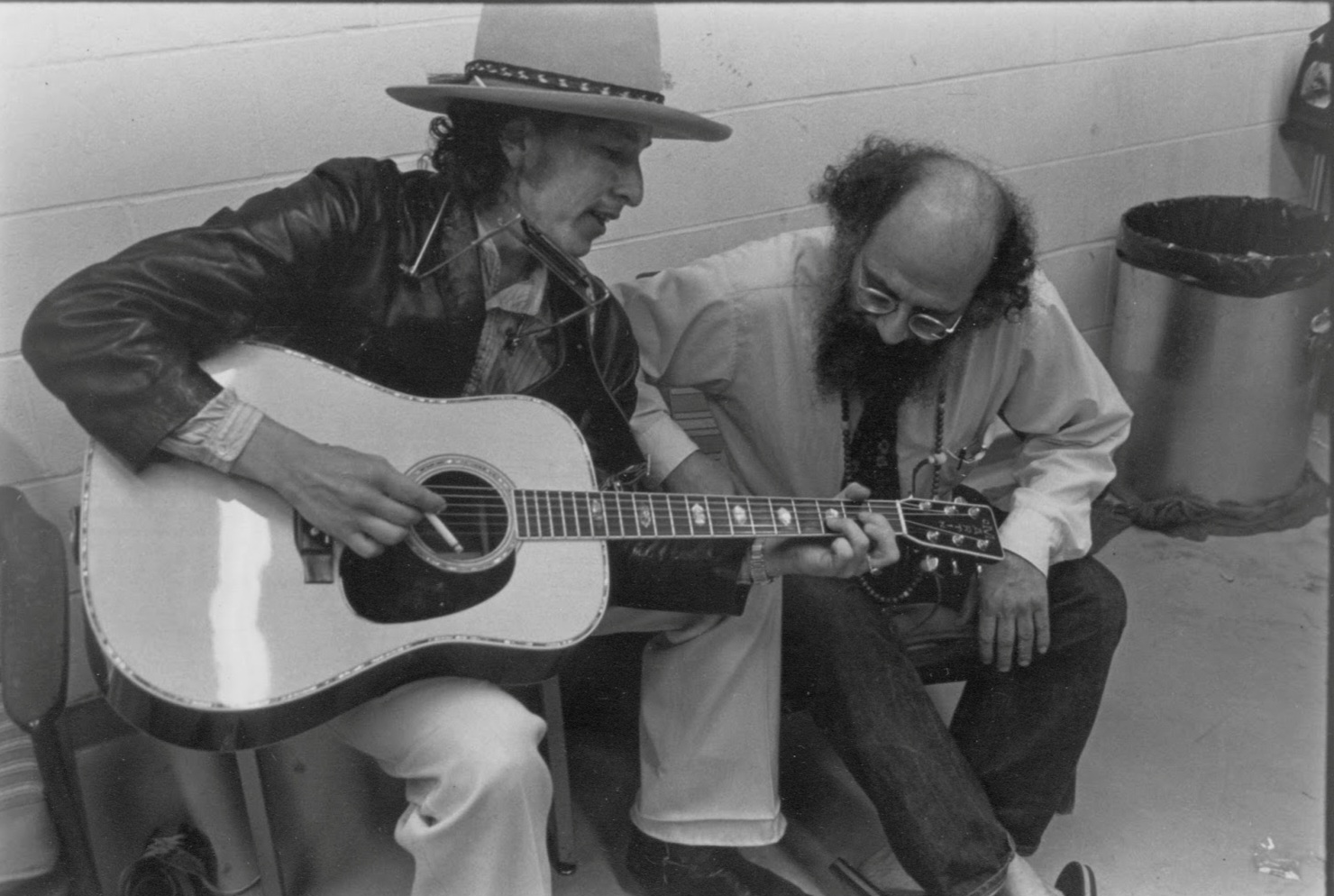
Bob Dylan i Allen Ginsberg (1975)

Bob Dylan (ur. jako Robert Allen Zimmerman 24 maja 1941 w Duluth) – amerykański piosenkarz, kompozytor, autor tekstów, pisarz i poeta, laureat Nagrody Nobla w dziedzinie literatury w roku 2016.
Jest jedną z najważniejszych postaci muzyki popularnej ostatnich sześciu dekad. Swój indywidualny styl oparł na wielu gatunkach muzycznych, od tradycyjnego amerykańskiego folku i country bluesa poprzez country do muzyki gospel, rock and rolla, rockabilly, czy angielskiej, szkockiej i irlandzkiej muzyki folkowej, a także jazzu i swingu.
Występuje z gitarą akustyczną, elektryczną, keyboardem, harmonijką ustną.
Wczesne utwory Boba Dylana zawierające komentarze społeczne, polityczne, filozoficzne i odwołujące się do literatury ignorowały istniejące konwencje muzyki pop, wpisując się w nurt ówczesnej kontrkultury.
Twórca piosenek uznawanych za hymny pokolenia: Blowin’ in the Wind, Like a Rolling Stone i protest songów: The Times They Are a-Changin’, Hurricane.
Jego twórczość była nagradzana Grammy, Oscarem, Złotym Globem, Nagrodą Pulitzera oraz Nagrodą Nobla w dziedzinie literatury. W 2009 r. otrzymał Narodowy Medal Sztuki, a w 2012 – Prezydencki Medal Wolności.

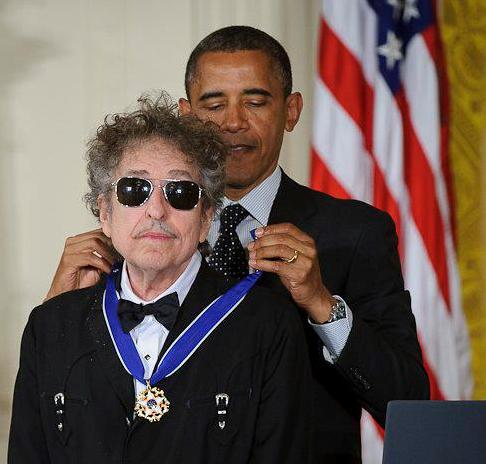
Barack Obama wręcza Bobowi Dylanowi Medal Wolności.

## Życiorys

### Drzewo genealogiczne[8]
| 4. Zigman Zimmerman   |  |                   |  |  |                           |
|                       |  | 2. Abe Zimmerman  |  |  |                           |
| 5. Anna               |  |                   |  |  |                           |
|                       |  |                   |  |  | 1. Robert Allen Zimmerman |
| 6. Ben Stone          |  |                   |  |  |                           |
|                       |  | 3. Beatrice Stone |  |  |                           |
| 7. Florence Edelstein |  |                   |  |  |                           |
|                       |  |                   |  |  |                           |

### Pochodzenie i lata młodzieńcze
Bob Dylan urodził się 24 maja 1941 w Duluth w Minnesocie. Jego dziadkowie ze strony ojca Zigman i Anna Zimmerman wyemigrowali do Stanów Zjednoczonych z Odessy na obszarze obecnej Ukrainy, po pogromach antyżydowskich, które przetoczyły się po Imperium Rosyjskim w 1905. Pradziadkowie Dylana ze strony matki, Benjamin i Libba Edelstein wyemigrowali w 1902 do Stanów Zjednoczonych z Litwy.
Niewiele wiadomo o dzieciństwie i młodzieńczych latach Dylana. On sam niechętnie ujawniał jakiekolwiek szczegóły. Nieliczni świadkowie jego dzieciństwa dostarczają niepełnych i niekiedy sprzecznych informacji. Niektórzy twierdzą, że jako chłopiec posiadał piękny, czysty głos. Być może przeszedł nawet profesjonalny trening u kantora w lokalnej synagodze.
W latach młodzieńczych nauczył się grać na gitarze, jednak jego pierwszym instrumentem było pianino. W szkole średniej założył kilka zespołów, m.in. The Shadow Blasters i The Golden Chords. Występ tego ostatniego zespołu na szkolnym festiwalu talentów był tak głośny, że dyrektor szkoły w trakcie wykonywania piosenki „Rock and Roll Is Here to Stay” (zespołu Danny & the Juniors) wyłączył mikrofony.
We wrześniu 1959 przeprowadził się do Minneapolis i na Uniwersytecie Minnesoty rozpoczął studia, których nie ukończył. W czasie swych krótkich studiów odszedł od rock and rolla i zainteresował się amerykańską muzyką folkową; młody Robert Zimmerman w lokalnych klubach śpiewał piosenki (głównie autorstwa Woody’ego Guthrie i Hanka Williamsa) – zwykle akompaniując sobie na gitarze akustycznej – pod pseudonimem Bob Dillon, a potem Bob Dylan. Wkrótce ten drugi pseudonim stał się urzędowym nazwiskiem artysty.

### Kariera muzyczna
Pod koniec pierwszego roku studiów Dylan porzucił uniwersytet. Pozostał w Minneapolis i przez krótki czas występował w objazdowym zespole folkowym odwiedzając m.in. na Denver, Madison i Chicago. W styczniu 1961 przeprowadził się do Nowego Jorku, by tam występować, a także odwiedzić umierającego w szpitalu w New Jersey legendarnego Woody’ego Guthrie. Spotkania z Guthriem miały niewątpliwie największy wpływ na Dylana w jego wczesnej karierze muzycznej. Dylan postanowił pozostać w Nowym Jorku i poświęcić się karierze śpiewaka folkowego.
Od kwietnia do września 1961 dawał występy w klubach w Greenwich Village, ówczesnym centrum artystycznego i intelektualnego fermentu. 11 kwietnia tego roku występował jako support dla Johna Lee Hookera w klubie Gerde’s Folk City. Występ w tym samym klubie z 26 września zaowocował bardzo pozytywną recenzją Roberta Sheltona w New York Times. We wrześniu został również zaproszony przez folkową piosenkarkę Carolyn Hester do gry na harmonijce przy nagrywaniu jej trzeciego albumu. Dzięki temu zwrócił uwagę producenta albumu Hester, Johna Hammonda z Columbia Records.
W 1962 nagrał w Columbia Records swój pierwszy album zatytułowany Bob Dylan zawierający 13 utworów, z których tylko dwa były jego autorstwa. Pozostałe to aranżacje tradycyjnych amerykańskich piosenek folkowych, bluesowych i gospelowych. Pierwszy album Dylana nie sprzedawał się dobrze (5000 egzemplarzy), jednak dzięki pomocy Hammonda i Johnny’ego Casha kierownictwo Columbia Records nie zerwało kontraktu z młodym piosenkarzem.
2 sierpnia 1962 artysta w Sądzie Najwyższym stanu Nowy Jork zmienił nazwisko na Bob Dylan. Tego samego miesiąca podpisał umowę z Albertem Grossmanem, który stał się jego menedżerem i był nim do 1970.
Kolejny album The Freewheelin’ Bob Dylan z maja 1963 zawierał 13 piosenek zainspirowanych przez twórczość Woody’ego Guthriego i Pete’a Seegera. Były to akustyczne ballady z poetyckimi, politycznie zaangażowanymi tekstami. Album otwiera piosenka „Blowin’ in the Wind”, która na trwałe weszła do kanonu muzyki folkowej.
Dylan nie należał do artystów, którzy daliby się uwięzić w granicach jednego gatunku czy stylu. Stale poszukiwał i zawsze był gotowy do podjęcia nieortodoksyjnych wyzwań. Podczas pobytu w Europie zapoznał się z dynamicznie rozwijającą się europejską odmianą rock and rolla i zrozumiał artystyczny potencjał leżący w tej muzyce, w USA traktowanej z pewną pogardą. Wpływ, jaki ta muzyka wywarła na Dylana, był rewolucyjny. W 1965 r. Dylan zbulwersował opinię muzyczną występując na Newport Folk Festival z elektryczną grupą rockową. Uznano to za „zdradę” folku. Dylan został wygwizdany.
Legenda głosi, że Pete Seeger w czasie występu wtargnął na scenę z siekierą, usiłując poprzecinać kable od gitar. Dylan się tym nie przejął. Także i w czasie europejskiego tournée grał głośną, elektryczną muzykę. Była to prawdopodobnie najtrudniejsza trasa w historii Dylana. Wydawało się, że misją publiczności było tak głośne gwizdanie i wycie, by zagłuszyć dźwięk jego elektrycznej gitary. On zaś postawił sobie za cel grać tak głośno, by zagłuszyć ryki zbulwersowanej publiczności. Wyłom został jednak dokonany i amerykańskie grupy zaczęły się elektryfikować.
W tym okresie Dylan związał się z grupą The Band akompaniującą mu w czasie koncertów i studyjnych nagrań. Największym przebojem Dylana z tego okresu był „Like a Rolling Stone”.
Bob Dylan, choć jako dziecko wychowany był w tradycji judaistycznej, nie przywiązywał żadnej wagi do religii. Dopiero pod koniec lat siedemdziesiątych przeszedł krótki okres nawrócenia i przyjął chrzest w chrześcijańskiej wspólnocie „Winnica”. Na przełomie lat siedemdziesiątych i osiemdziesiątych nagrał trzy albumy o treści wyłącznie religijnej: Slow Train Coming, Saved i Shot of Love, które są utrzymane w stylu rocka chrześcijańskiego. Jest wegetarianinem. Jest ojcem 5 dzieci, w tym adoptował też córkę jednej z partnerek.

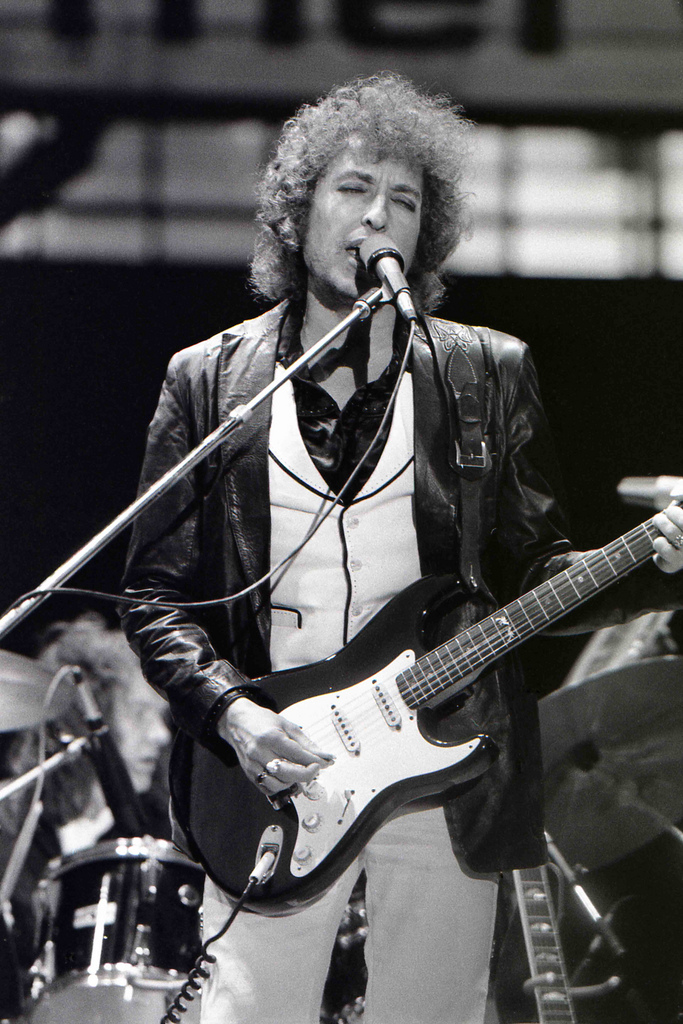
Bob Dylan w 1978

Choć Bob Dylan nie ukończył studiów, wielokrotnie otrzymał tytuł doctor honoris causa prestiżowych uczelni, z czego osobiście odebrał tylko dwie (Uniwersytetu w Princeton w 1970 i szkockiego Uniwersytetu St. Andrews w 2004). Jest też laureatem wielu nagród muzycznych i literackich. Siedem razy nagradzany był nagrodą Grammy. W 2000 otrzymał Oskara w kategorii najlepsza piosenka za „Things Have Changed” z filmu Wonder Boys. W 1997 dał koncert dla papieża Jana Pawła II podczas 23. Kongresu Eucharystycznego w Bolonii.
W 1988 Bob Dylan został wprowadzony do Rock and Roll Hall of Fame. Wielokrotnie nominowany był do Literackiej Nagrody Nobla, którą otrzymał w 2016. W jego imieniu nagrodę odebrała Patti Smith, zaś przemówienie odczytał ówczesny ambasador USA w Szwecji Azita Raji
W kwietniu 2006 w Polsce nakładem Wydawnictwa Dolnośląskiego ukazała się pierwsza część autobiografii Dylana Moje Kroniki. W książce pojawia się wyznanie, że Dylan nigdy nie czuł się rzecznikiem swego pokolenia.
Piosenki Dylana śpiewali niemal wszyscy ważniejsi twórcy muzyki rockowej, m.in. Phil Collins, Pearl Jam, Joan Baez, Jimi Hendrix, Nina Simone, The Byrds, The Turtles, The Band, Neil Young, Fairport Convention, Joni Mitchell, Judas Priest, Grateful Dead, Melanie Safka, Robert Palmer, Guns N’ Roses, Van Morrison, Spirit, Bruce Springsteen, Them, The Vacels, Judy Collins, Manfred Mann, Jose Feliciano, Rage Against the Machine, Julie Driscoll, The Rolling Stones, Nico, Lou Reed, Chocolate Watch Band, Richie Havens, Joe Cocker, Rod Stewart, Stevie Wonder, U2, Don McLean, Roger Waters, PJ Harvey, Cat Power, My Chemical Romance, Red Hot Chili Peppers, The White Stripes, Al Stewart i wielu innych.
Niektóre z piosenek Dylana w polskiej wersji zaśpiewały Maryla Rodowicz („Blowin' in The Wind”, „The Times They Are A-Changin'”) oraz Martyna Jakubowicz na płycie Tylko Dylan. Polski bard Jacek Kaczmarski swoje wrażenia z oglądania w telewizji artysty podczas koncertu Live Aid opisał w utworze „Epitafium dla Boba Dylana”. 17 lutego 2018 roku w trakcie 22 Ogólnopolskiego Festiwalu Piosenki Artystycznej OFPA w Rybniku miała miejsce premiera programu „Dylan buntownik” składającego się z szesnastu piosenek Dylana w wykonaniu Lubelskiej Federacji Bardów.
W 2012 Amnesty International wydało czteropłytowy album z okazji swojego 50-lecia (Chimes of Freedom: The Songs of Bob Dylan Honouring 50 Years of Amnesty International), na którym utwory Dylana interpretowali m.in. Adele, Bad Religion, Dave Matthews Band, Diana Krall, Elvis Costello, Flogging Molly, Joan Baez, Johnny Cash, Lenny Kravitz, Marianne Faithfull, Mark Knopfler, Miley Cyrus, My Chemical Romance, Patti Smith, Pete Seeger, Pete Townshend, Queens of the Stone Age, Rise Against, Sinéad O’Connor, Sting, Tom Morello i Ziggy Marley.

### Malarstwo i rysunek
Bob Dylan zajmuje się również rysunkiem. W 1994 opublikował serię szkiców węglem i ołówkiem (pt. Drawn Blank), powstających podczas tras koncertowych w latach 1989–1992. W 2010 Dylan stworzył pięćdziesiąt obrazów malowanych farbą akrylową na płótnie pod wspólną nazwą The Brazil Series. W 2011 zaprezentował kolejny cykl: The Asia Series. W 2013 pokazał cykl dwudziestu trzech płócien dedykowanych Nowemu Orleanowi. Również w 2013 National Portrait Gallery w Londynie wystawiła trzynaście pastelowych portretów jego autorstwa. Ostatnimi plastycznymi pracami Dylana było siedem żelaznych bram, wykonanych ze starych zespawanych ze sobą przedmiotów. Bob Dylan jest również autorem cyklu trzydziestu kolaży Revisionist Art.

## Dyskografia
- 1962: Bob Dylan
- 1963: The Freewheelin’ Bob Dylan
- 1964: The Times They Are A-Changin’
- 1964: Another Side of Bob Dylan
- 1965: Bringing It All Back Home
- 1965: Highway 61 Revisited
- 1966: Blonde on Blonde
- 1967: Bob Dylan’s Greatest Hits
- 1967: John Wesley Harding
- 1969: Nashville Skyline
- 1970: Self Portrait
- 1970: New Morning
- 1971: Bob Dylan’s Greatest Hits Vol. II
- 1973: Pat Garrett & Billy the Kid
- 1973: Dylan
- 1974: Planet Waves (razem z The Band)
- 1974: Before the Flood (razem z The Band) (koncertowy)
- 1975: Blood on the Tracks
- 1975: The Basement Tapes (razem z The Band)
- 1976: Desire
- 1976: Hard Rain (koncertowy)
- 1978: Street-Legal
- 1978: Masterpieces(inne języki)
- 1979: Bob Dylan at Budokan (koncertowy)
- 1979: Slow Train Coming
- 1980: Saved
- 1981: Shot of Love
- 1983: Infidels
- 1984: Real Live
- 1985: Empire Burlesque
- 1985: Biograph
- 1986: Knocked Out Loaded
- 1988: Dylan & The Dead (koncertowy)
- 1988: Down in the Groove
- 1989: Oh Mercy
- 1990: Under the Red Sky
- 1992: Good as I Been to You
- 1993: The 30th Anniversary Concert Celebration (koncertowy)
- 1993: World Gone Wrong
- 1994: Bob Dylan’s Greatest Hits Volume 3
- 1995: MTV Unplugged (koncertowy)
- 1997: Time Out of Mind
- 2000: The Essential Bob Dylan
- 2001: Love and Theft
- 2001: Live 1961–2000: Thirty-Nine Years of Great Concert Performances (koncertowy, tylko w Japonii)
- 2005: Live at the Gaslight 1962 (koncertowy)
- 2006: Modern Times
- 2007: Dylan
- 2009: Together Through Life
- 2009: Christmas in the Heart
- 2010: Folksinger's Choice. Live Radio Performance, March 11th, 1962 with Cynthia Gooding
- 2011: Carnegie Chapter Hall 1961
- 2012: Tempest(inne języki)
- 2012: Live in Minneapolis. Bonnie Beecher's Apartment 22nd December 1961
- 2015: Shadows in the Night
- 2016: Fallen Angels
- 2017: Triplicate
- 2020: Rough and Rowdy Ways(inne języki)
- 2023  Shadow Kingdom(inne języki)[14]

### The Bootleg Series
- 1991: The Bootleg Series Volumes 1–3 (Rare & Unreleased) 1961–1991
- 1998: The Bootleg Series Vol. 4: Bob Dylan Live 1966, The „Royal Albert Hall” Concert (koncertowy)
- 2002: The Bootleg Series Vol. 5: Bob Dylan Live 1975, The Rolling Thunder Revue (koncertowy)
- 2004: The Bootleg Series Vol. 6: Bob Dylan Live 1964, Concert at Philharmonic Hall (koncertowy)
- 2005: The Bootleg Series Vol. 7: No Direction Home: The Soundtrack
- 2008: The Bootleg Series Vol. 8: Tell Tale Signs. Rare and Unreleased 1989–2006
- 2010: The Bootleg Series Vol. 9: The Witmark Demos 1962–1964
- 2013: The Bootleg Series Vol. 10: Another Self Portrait (1969–1971)(inne języki)

## Filmografia
- 1965: Don’t Look Back
- 1965, 2007: The Other Side of the Mirror. Bob Dylan Live at the Newport Folk Festival 1963–1965
- 1966: Eat the Document
- 1973: Pat Garett and Billy the Kid
- 1977: Renaldo and Clara
- 1986: Hearts of Fire
- 1995, 2006: Dylan Speaks. The Legendary 1965 Press Conference in San Francisco
- 2003: Bob Dylan. Heartbreakers Live in Australia
- 2003: Masked and Anonymous
- 2004: Tales from a Golden Age. Bob Dylan 1941–1966
- 2005: No Direction Home: Bob Dylan
- 2006: Rolling Thunder and the Gospel Years
- 2007: I’m Not There
- 2024: A Complete Unknown(inne języki)

## Publikacje
- 1971: Tarantula. Macmillan. ISBN 0-261-63337-6.
  - reedycja: Tarantula: poems 1994, St. Martin’s Press. ISBN 0-312-10554-1.
- 1973: Writings and Drawings by Bob Dylan. Jonathan Cape. ISBN 0-224-00867-6.
- 1985: Lyrics: 1962–1985. Knopf. ISBN 978-0394542782.
- 2004: Chronicles: Volume One. Simon & Schuster. ISBN 0-7432-2815-4.
- 2004: Lyrics: 1962–2001. Simon & Schuster. ISBN 0-7432-3944X.
- 2014: The Lyrics: Since 1962. Simon & Schuster. ISBN 978-1476797700. Red. Christopher Ricks, Lisa Nemrow, Julie Nemrow.
- 2017: The Nobel Lecture. Simon & Schuster. ISBN 978-1501189401.